# Турн-и-Таксис, Маргарита
Принцесса Маргарита Турн-и-Таксис (8 июля 1909 год — 21 сентября 2006) — принцесса Турн-и-Таксис, принцесса Бурбон-Пармская по браку.

## Биография
Её Светлость принцесса Маргарита Турн-и-Таксис родилась 8 ноября 1909 года в бельгийском замке Белёй, главной резиденции принцев де Линь. Её родителями были принц Александр Карл Турн-и-Таксис (1881—1937) и его первая супруга принцесса Мария, урождённая принцесса де Линь (1885—1971).
Принцесса Маргарита являлась третьим ребёнком и единственной дочерью в семье. Старший сын её родителей, принц Раймондо, состоял в 1949—1965 годах в браке с принцессой Евгений Греческой, внучкой короля Греции Георга I.
Родители развелись, когда ей исполнилось 10 лет. В 1923 году принц Александр Карл натурализовался в Итальянском Королевстве и принял титул Принца делла Торре-и-Тассо. После приобретения замка Дуино принц получил титул 1-го герцога Кастель-Дуино. В 1932 году принц Торре-и-Тассо вступил во второй брак с Еленой Холбрук-Уолкер (1875—1959).
29 апреля 1931 года в Париже принцесса Маргарита вступила в брак с принцем Гаэтано Бурбон-Пармским (1905—1958), двадцать четвёртым ребёнком и самым младшим сыном герцога Пармского Роберта I. Среди его братьев и сестёр были княгиня Болгарии Мария Луиза, первая супруга царя болгар Фердинанда I, императрица Австрии и королева Венгрии Цита и принц Феликс Люксембургский, дед правящего Великого герцога Генриха I.
У супругов была только одна дочь, принцесса Диана Маргарита Бурбон-Пармская, родившаяся 22 мая 1932 года. Первый брак в 1955—1961 годах - с принцем Францем-Иосифом Гогенцоллерном (1926—1996), в котором родился сын Александр (род. 1957). Развод  в 1961 году после того, как выяснилось, что принц не был биологическим отцом Александра. В 1961 года стала супругой отца своего первого сына Ганса Иоахима Эмихена (1920—1995), родились сын Гаэтано и дочь Мария. Принцесса Диана умерла в Гамбурге 7 мая 2020 года от COVID-19 во время пандемии в Германии, став второй королевской особой, умершей от этой болезни, после ее двоюродной сестры принцессы Марии Терезы Бурбон-Пармской, которая умерла в марте 2020 года.
В 1940 году принц Гаэтано и принцесса Маргарита развелись в Будапеште. Принц Гаэтано умер в 1958 году. Скончалась принцесса 21 сентября 2006 года в возрасте 97 лет.

## Титулы
- 8 июля 1909 — 29 апреля 1931: Её Светлость Принцесса Турн-и-Таксис
- 29 апреля 1931 — 1940 : Её Королевское Высочество Принцесса Бурбон-Пармская
- 1940 — 26 сентября 2006: Её Светлость Принцесса Турн-и-Таксис